# シカゴ・ウォーター・タワー
シカゴ・ウォーター・タワー（Chicago Water Tower）は、アメリカ合衆国イリノイ州シカゴにある歴史的建造物。シカゴダウンタウン北のニア・ノース地域、「マグニフィセント・マイル」（ミシガン・アベニューのショッピングエリア）内に位置する。
ケンタッキー州ルイビルのルイビル・ウォーター・タワー (Louisville Water Tower) に次いで、全米で2番目に古い給水塔である。
建物の一部にはギャラリー (City Gallery at the Historic Water Tower) が、またミシガン・アベニューを挟んで向かいにあるポンプ局の建物には公式観光案内所 (Chicago Water Works Visitor Information Center) などが、それぞれ入っている。

## 歴史
1869年、建築家ウィリアム・ボーイントン (William W. Boyington) により完成。イリノイ州レモント (Lemont) 産の黄化した石灰岩を用い、47mの高さがある。内部は貯水用の立て管（高さ42m）で、消火用のほか、立て管内の水圧を調節することで周辺地域の洪水をコントロールできたとされる。
1871年のシカゴ大火で焼けなかったことでウォーター・タワーは有名となり、オールド・シカゴ及びシカゴ市の復興のシンボルとなる。なお、「シカゴ大火で焼け残った唯一の建築物」と誤解されることがあるが、ウォーター・タワー以外にも焼けなかった建物もあった。正しくは「シカゴ大火で焼け残った唯一の公共建築物」であり、また「シカゴ大火で焼け残った唯一の現存する建築物」でもある。
ウォーター・タワーは例外なく称賛されてきたわけではなく、例えばアイルランドの作家オスカー・ワイルドは「一面にコショウ入れをくっつけた巨大な城砦」のようだと酷評した。
1918年のパイン・ストリート（現在のミシガン・アベニュー）拡張の際、ウォーター・タワーが目を引く場所になるように、計画が修正された。
1936年に米国ハンバーガーチェーンのホワイトキャッスル (White Castle) がミネソタ州ミネアポリスに建てた8号店の店舗は、ウォーター・タワーのデザインを真似たとされる。
1969年、全米ウォーター・ランドマーク（American Water Landmark、＝「水の名所」）に選定。
1975年4月23日、アメリカ合衆国国家歴史登録財に選定。
2004年、テレビ番組「The Amazing Race 6」のフィナーレが撮影された。

## ギャラリー

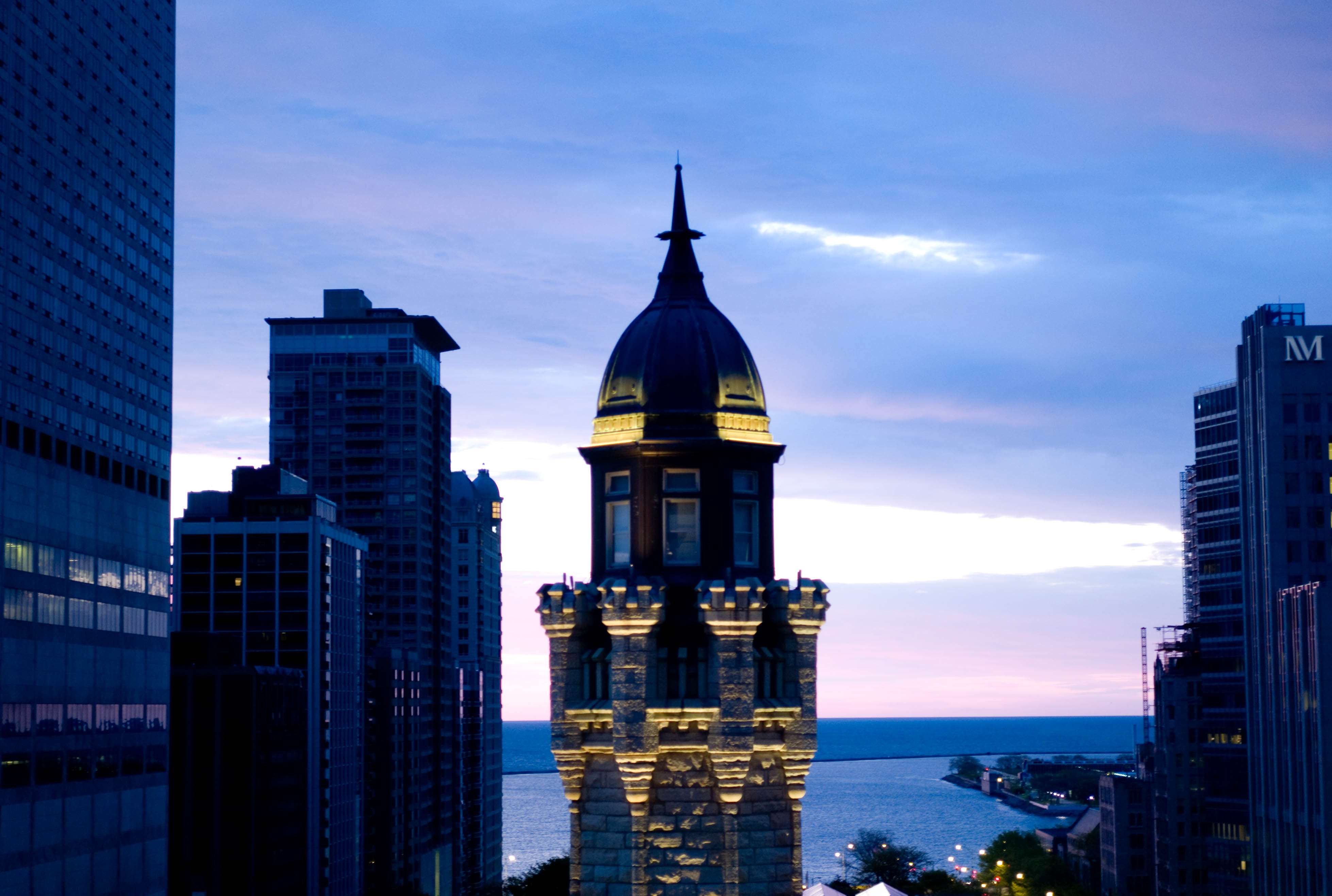
パークタワーからの塔上部の眺め
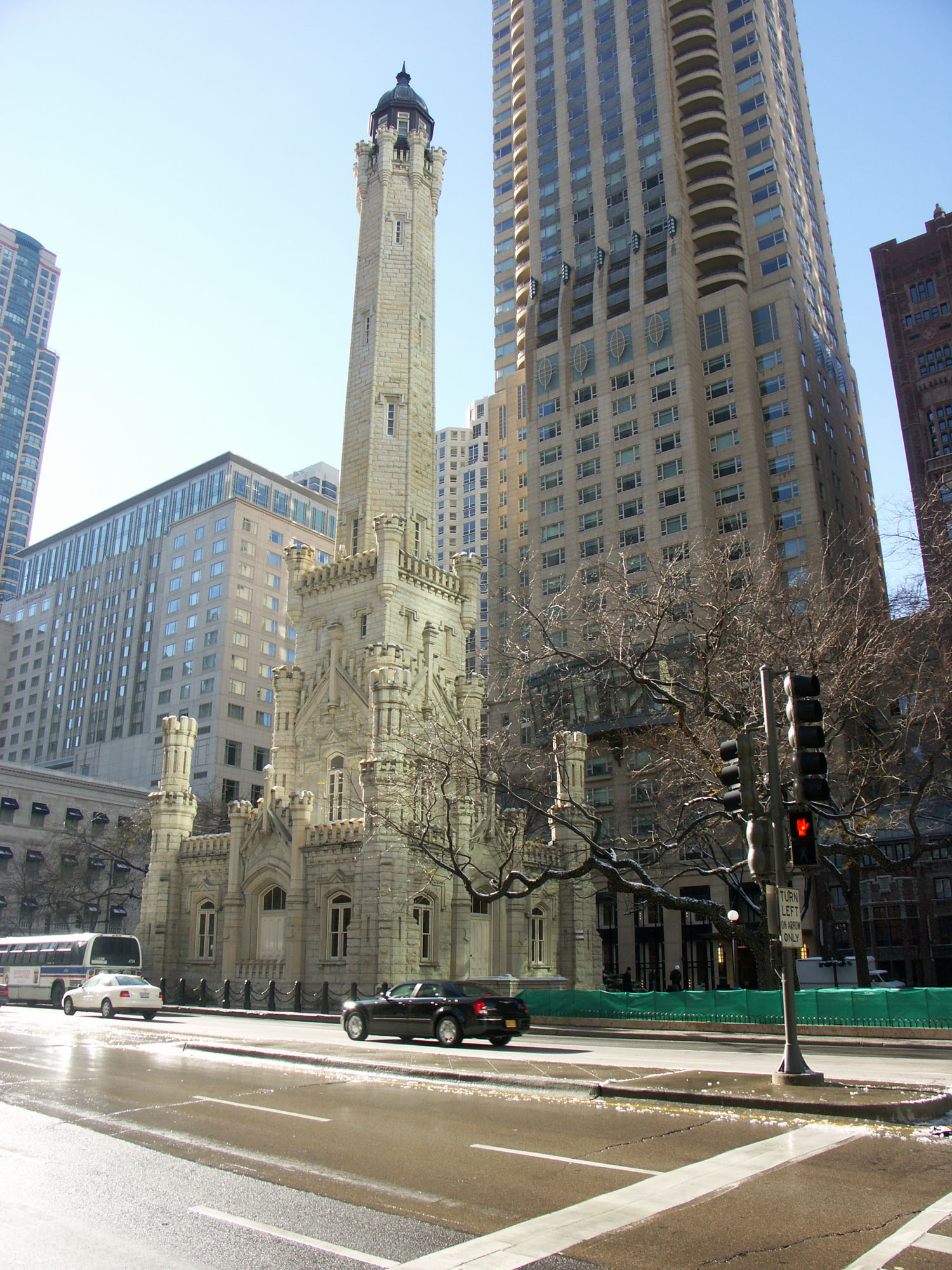
ミシガン・アベニュー越しに見るシカゴ・ウォーター・タワー
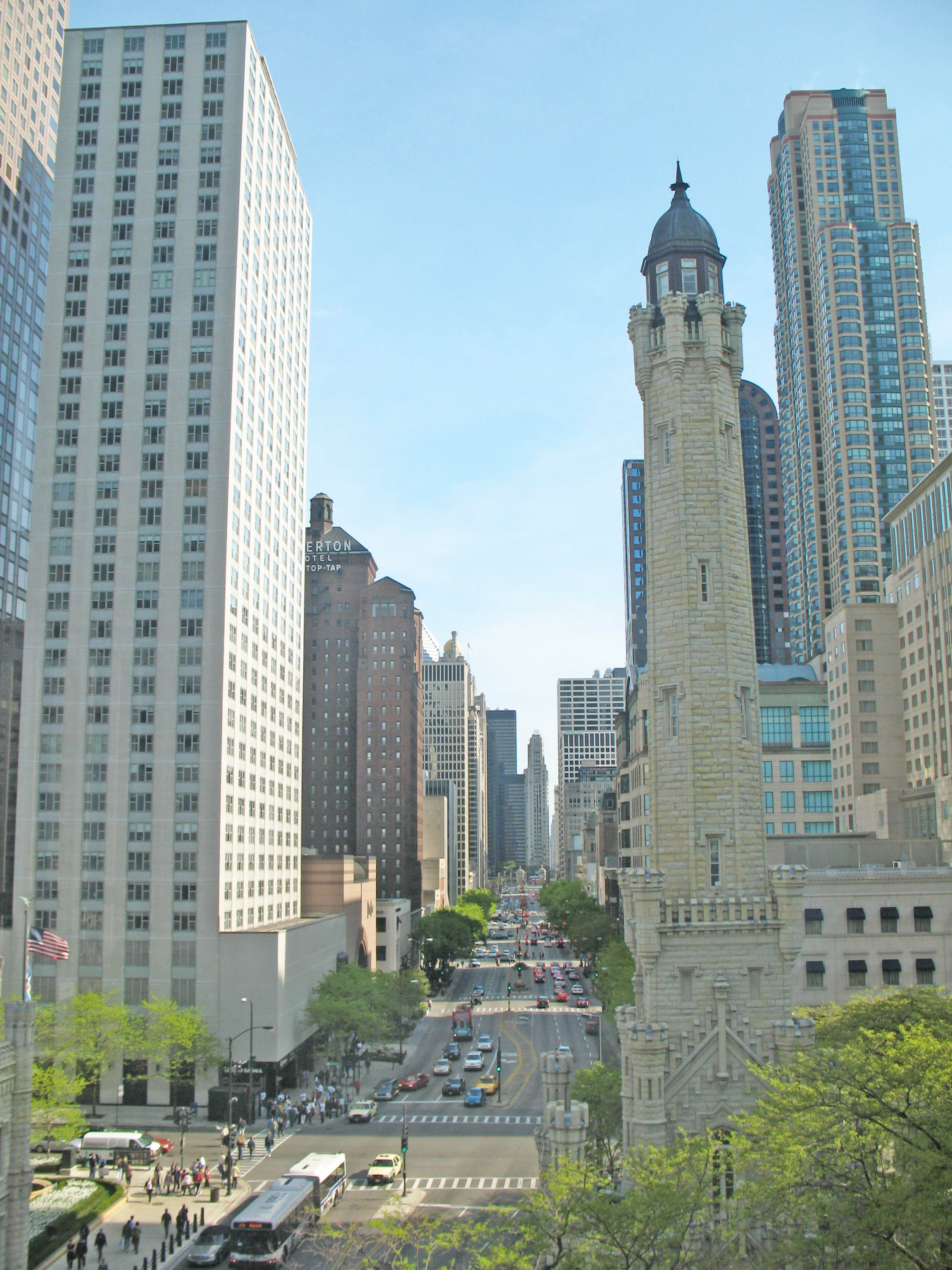
シカゴ・ウォーター・タワーとマグニフィセント・マイルのビル群
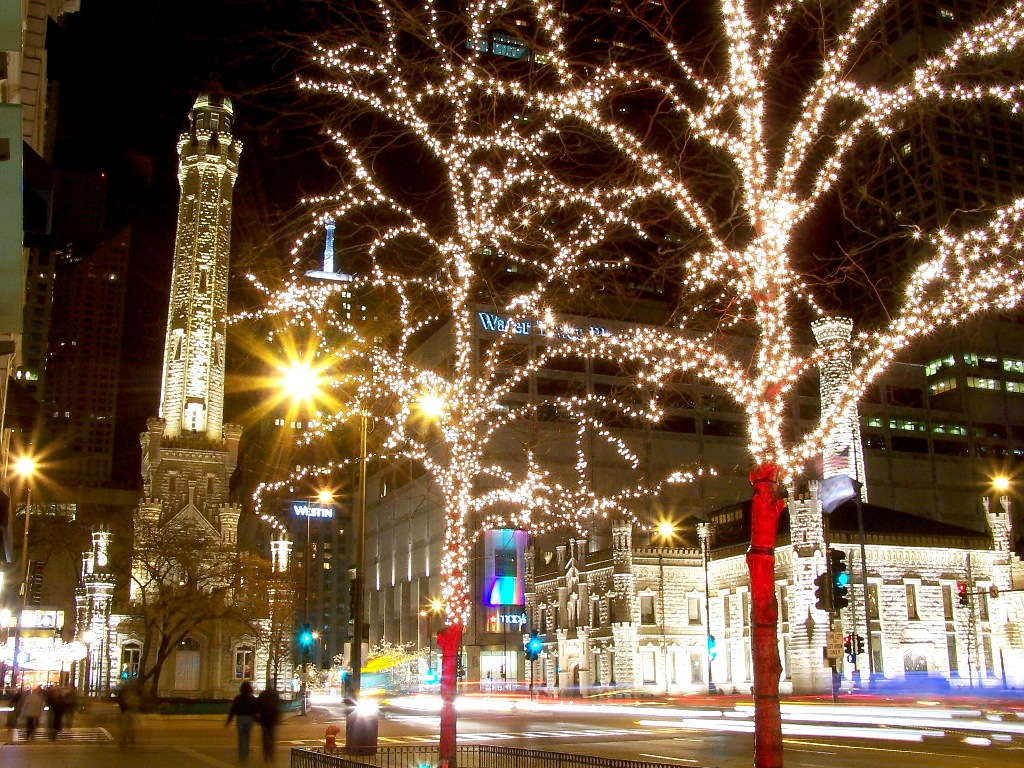
夜景
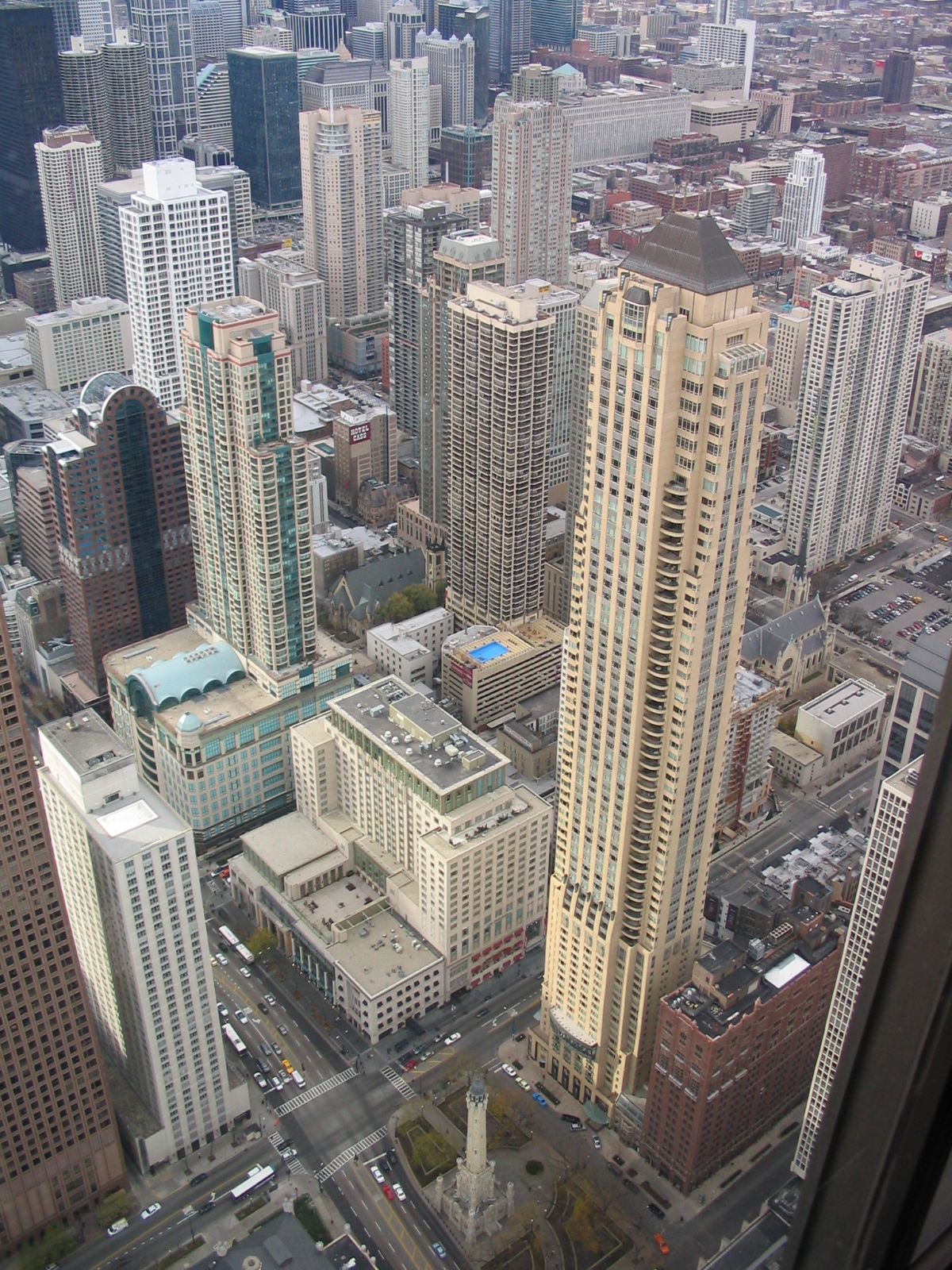
上空から
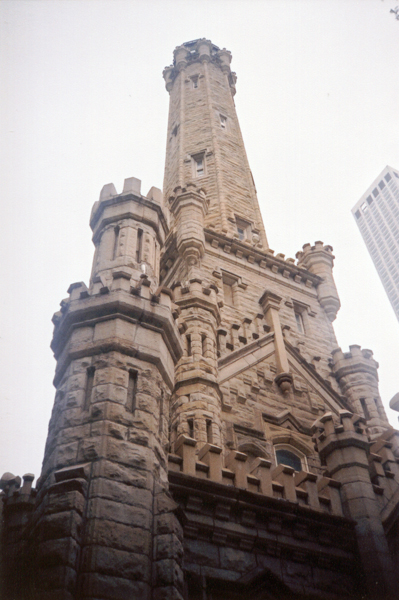
正面より見上げるウォーター・タワー
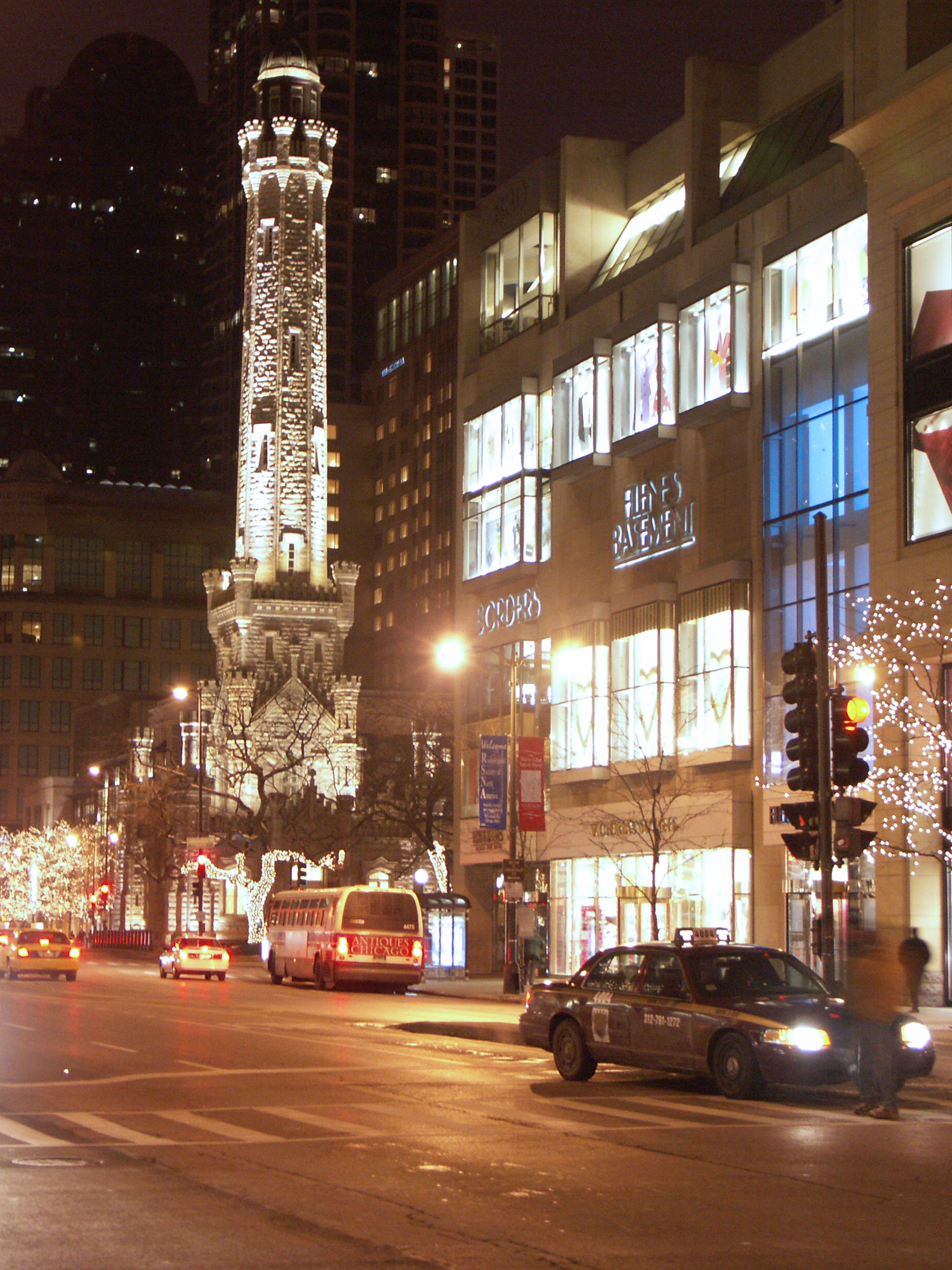
ライトアップ
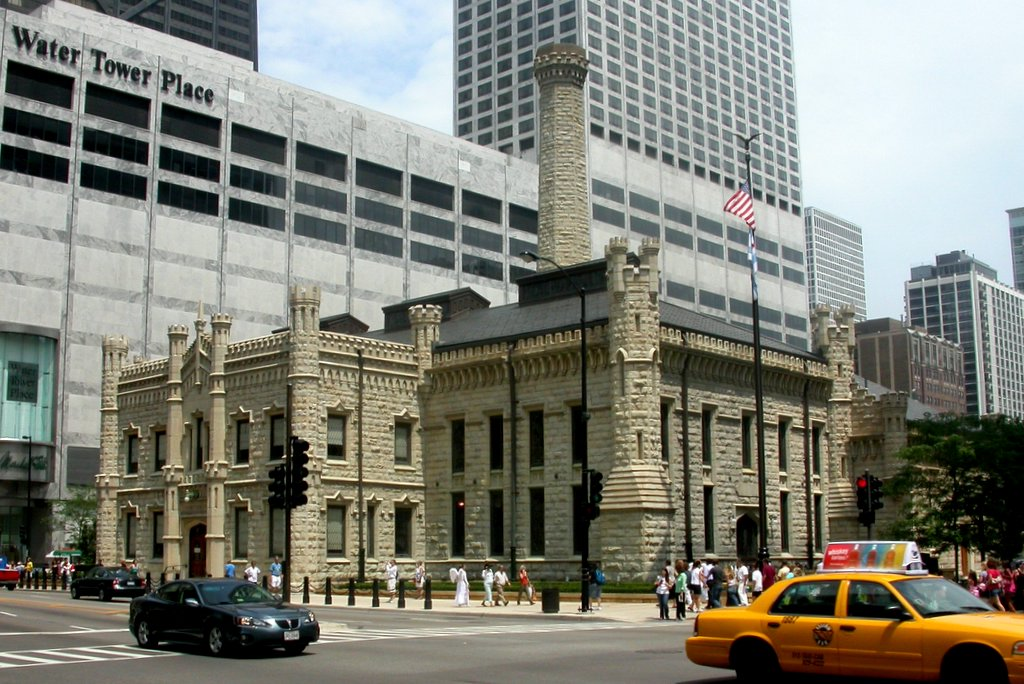
ウォーター・タワー・プレイスを背後に